# Stockheim (Unterfranken)
Stockheim ist eine Gemeinde im unterfränkischen Landkreis Rhön-Grabfeld. Die Gemeinde ist Mitglied der Verwaltungsgemeinschaft Mellrichstadt.

## Geographie
Die Gemeinde liegt in der Region Main-Rhön an der Streu, am Fuße der Rhön. Außer dem Hauptort gibt es keine weiteren Gemeindeteile.

## Geschichte

### Bis zur Gemeindegründung
Stockheim wird zum ersten Mal in einer Urkunde aus dem Jahr 779 erwähnt. Ein gewisser Arndeo gab damals eine Schenkung an das Kloster Fulda, das in dieser Gegend bereits reichen Grundbesitz hatte. 979 kam der Ort unter die Herrschaft des Bistums Würzburg. 1435 bis 1480 war Stockheim an den Grafen Georg I. von Henneberg-Aschach verpfändet. Das Würzburger Domkapitel, das später im Besitz des Ortes war, übergab ihn im 17. Jahrhundert an den Fürstbischof (und dessen Amt Mellrichstadt). Mit dem Amt des Hochstiftes Würzburg, das zum Fränkischen Reichskreis gehörte, kam der Ort, nach der Säkularisation 1803 zugunsten Bayerns, 1805 an Erzherzog Ferdinand von Toskana zur Bildung des Großherzogtums Würzburg und fiel mit diesem 1814 endgültig an Bayern. Im Jahr 1818 entstand die politische Gemeinde.

### Pfarrei Stockheim
Bis 1375 gehörte das Dorf als Filiale zur Pfarrei Mellrichstadt. Es wird ein eigener Seelsorger erwähnt, „der vom Oberpfarrer in Mellrichstadt aufgestellt war“. Aufgrund von Bitten wurde die Erhebung einer eigenen Pfarrei bewilligt. Eine Bestätigungsurkunde vom 14. Juli 1375 des Bischofs Gerhard von Schwarzburg erhob die Gemeinde zur eigenständigen Pfarrei. Der Heilige Vitus war Patron der Pfarrei. In der Bestätigungsurkunde ist festgehalten: „Die Filialkirche des hl. Märyrers St. Vitus in Stockheim ist derart mit Einkünften, Zehenten, Opfern versehen, dass ein eigener Priester unterhalten werden kann; auch können diese Filialisten sich (gemeint sind die Stockheimer Gläubigen) wegen zu weiter Entfernung von der Mutterkirche Mellrichstadt und schlimmen Wetters oftmals nicht in derselben beim Gottesdienst einfinden, wie auch für den Pfarrer in Mellrichstadt die Spendung der Sakramente und Sakramentalien daselbst mit viel Schwierigkeit und Unannehmlichkeit verbunden ist.“ Als Entschädigung erhielt der Pfarrer in Mellrichstadt jährlich am Martinstag vier Mark. Der Stockheimer Pfarrer hingegen musste sich in Stockheim niederlassen, an der jährlichen Synode teilnehmen und dem Bistum gegenüber Abgaben errichten. Dafür war er von weltlichen Abgaben befreit und erhielt Abgaben der Gemeinde. Das Präsentationsrecht lag eingangs beim Oberpfarrer von Mellrichstadt, später beim Würzburger Domkapitel. Ende des 16. Jahrhunderts ging das Dorf an das Hochstift Würzburg über, womit auch das Besetzungsrecht an den Bischof von Würzburg ging. Die Pfarrei hatte zeitweise Filialen in Willmars, Völkershausen und Ostheim vor der Rhön. Die Pfarrei ist in der Pfarreiengemeinschaft Stockheim-Ostheim organisiert.

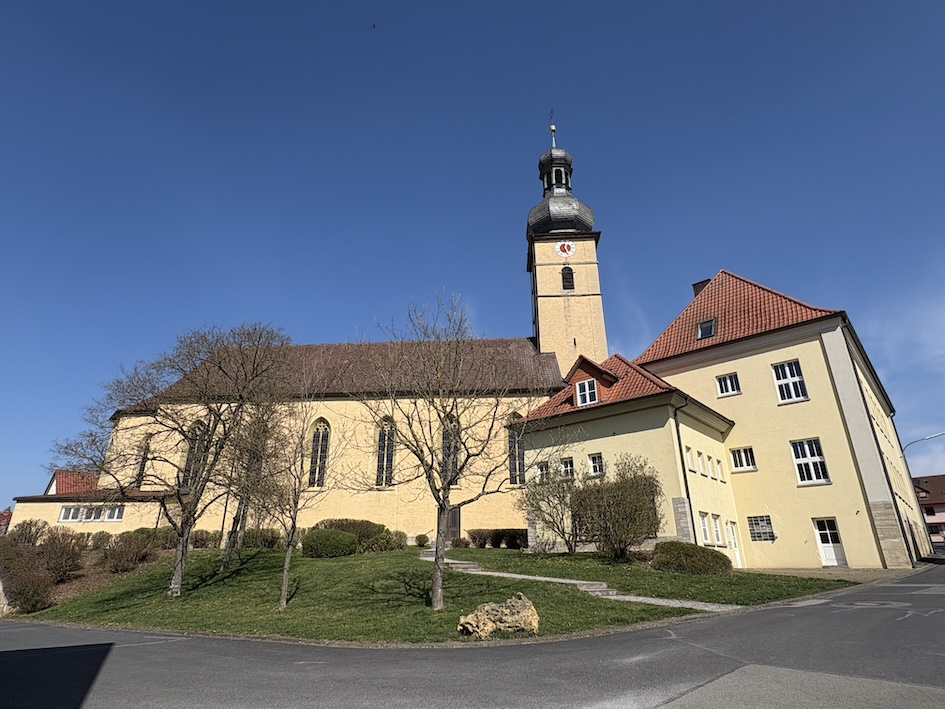
St. Vitus mit alter Schule

Das denkmalgeschützte Pfarrhaus aus dem Jahr 1831 wurde im Februar 2019 durch einen Brand stark beschädigt, der Pfarrer konnte nur durch Hilfe von Anwohnern aus dem Gebäude gerettet werden. Seitdem wird das Gebäude wieder instand gesetzt.

### Stockheimer Dorfbefestigung
Die Dorfmauer von Stockheim stammt aus dem 15. Jahrhundert. Zu dieser gehörten drei Türme. Ferner gab es zwei Tore, eines Richtung Mellrichstadt, das andere Richtung Ostheim vor der Rhön. Zudem gab es einige Bauten, die zusätzlich zur Sicherung erbaut wurden. Die Dorfmauer war wie ein Rechteck angelegt. Sie bestand zumeist aus weitgehend unbehauenen, aber fachmännisch aufeinandergeschichteten Bruchsteinen, die ohne Mörtel zusammengehalten wurden. Außerhalb der Mauer war eine Hecke zur Abwehr von Wild angelegt, die zweimal pro Jahr geschnitten wurde, um sie dicht zu halten. Des Weiteren gab es vier Abschnitte von Wallgräben. Der erste, Hirtengraben genannt, verlief zwischen dem Oberen Tor und der Mittelmühle. Der Braugraben war entlang der Streu von dort bis zur Unteren Mühle angelegt. Von dort zum Unteren Tor verlief der Körteles- oder Karlsgraben. Im Norden begrenzte der Dorfgraben das Dorf.
Im Laufe der Zeit verfiel die Mauer. So wurde es auch im Jahre 1876 abgelehnt, einen Teil davon wieder herzurichten, da diese nutzlos geworden war. Mit Beschluss vom 8. September 1884 wurde den Anliegern erlaubt, die Mauern niederzulegen oder sie als Gebäudebestandteil zu nutzen. Gräben und Hecke sind nicht mehr erwähnt. Nach dem Zweiten Weltkrieg wurde die Mauer wegen der Flurbereinigungen nochmals teilweise abgetragen. Den Anwohnern war es gestattet, die Mauer für eine Zufahrtsstraße einzulegen. Somit ist sie nur noch an wenigen Stellen erhalten.

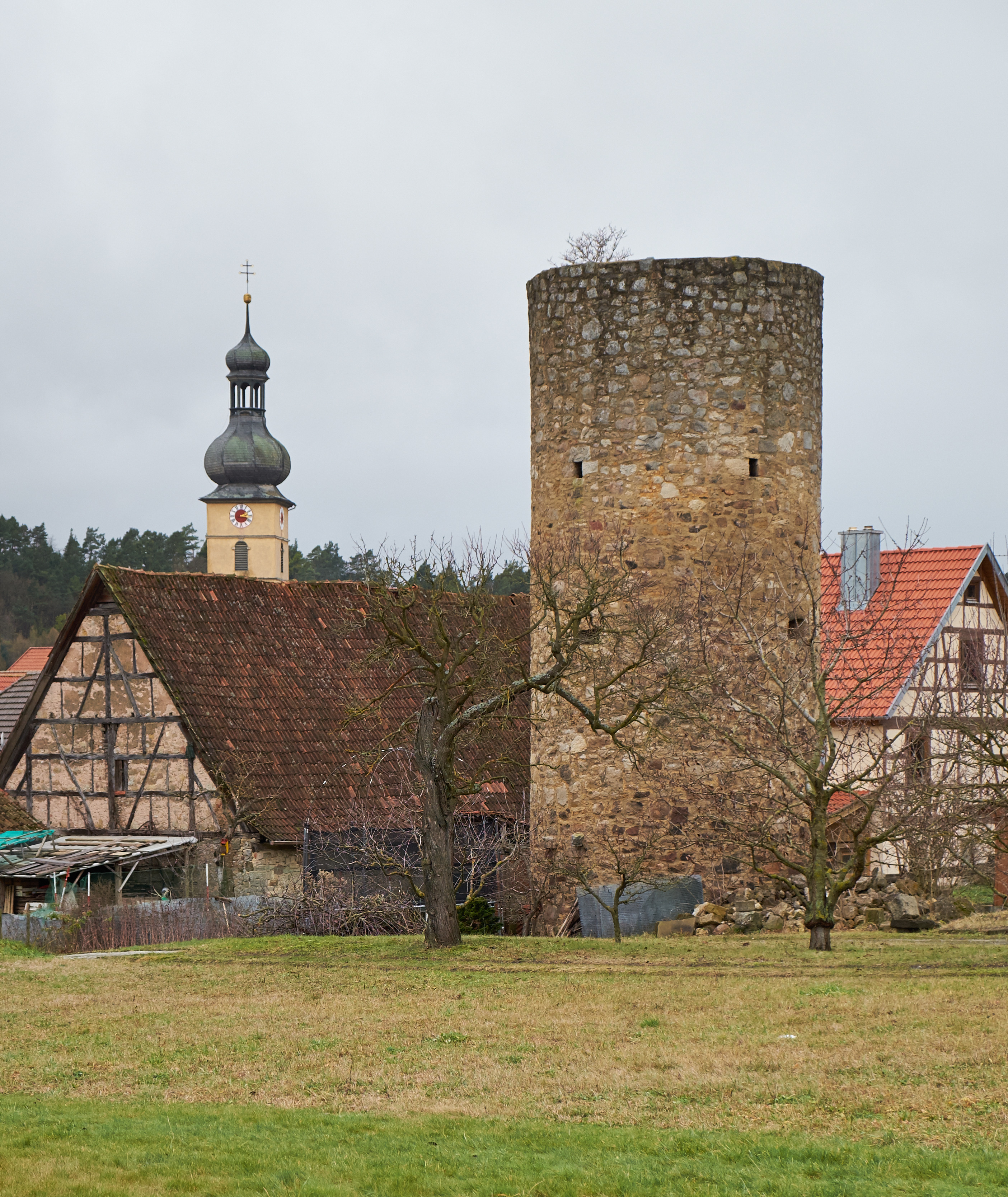
Ortsansicht mit Turm und Kirche

Zum Dorf gehörten auch zwei Tore. Das Untere Tor stand nach der Brückengasse aus Richtung Mellrichstadt, das Obere Tor war auf Höhe der Gartenstraße, wenn das Dorf von Ostheim kommend auf der Hauptstraße erreicht wird. Über den Bau des Oberen Tores wurde am 30. April 1864 beraten, Brief und Siegel stammen vom 23. November 1865. Nahe dem Unteren Tor stand ein kleines Gebäude, das zu unbekannter Zeit abgetragen und nahe der Mittelmühle als Armenhäuschen wieder aufgebaut wurde. Die beiden Torpfeiler wurden 1909 zum Gegenstand eines Streites. Ein Pfeiler verdeckte ein Fenster der Kunstschreinerei Link. Da man den Antrag auf Abbruch ablehnte, wurde dieser zur Nachtzeit abgetragen. Der Ortschronist Krieg notierte: „Aber die rückständig angehauchte Gemeindeverwaltung, die besorgte, sie können ohne diese Pfeiler den Ortsausgang nicht mehr finden, ließ dieselben immer wieder herstellen, bis dieselben doch eines Tages dem Fortschritt zum Opfer fielen.“
Heutzutage sind nur noch zwei Türme von dreien erhalten, die die Mauer flankierten. Einer mit Zinnen steht an der Nordostecke des Mauerringes. Der Zweite liegt westlich von diesem. Bei beiden befindet sich der Eingang auf halber Höhe. Der letzte Turm, Nesenturm genannt, befand sich in der Nähe der Unteren Mühle an der Südostecke des Mauerringes. Er diente als „Weinbergsgefängnis“. Wann dieser niedergelegt wurde, ist nicht bekannt. Vom 17. Juni 1687 ist überliefert, dass einer der Türme besichtigt und als schadhaft eingestuft wurde. Eine Renovierung war notwendig, was bei den beiden noch verbliebenen Türmen 1988 von Grund auf geschah.
Zudem gehörten zwei Blockhäuser zur Dorfbefestigung. Eines befand sich nahe dem Darrhaus am Oberen Tor, das andere in unmittelbarer Umgebung zur Mittelmühle.
Zur Verteidigung des Dorfes gehörte zudem die Stockheimer Warte.

### Einwohnerentwicklung
- 1840: 0876 Einwohner
- 1900: 0857 Einwohner
- 1950: 1244 Einwohner
- 1970: 1153 Einwohner
- 1987: 1056 Einwohner
- 1991: 1143 Einwohner
- 1995: 1168 Einwohner
- 2000: 1163 Einwohner
- 2005: 1151 Einwohner
- 2010: 1142 Einwohner
- 2015: 1104 Einwohner

Im Zeitraum 1988 bis 2018 stieg die Einwohnerzahl von 1014 auf 1094 um 80 Einwohner bzw. um 7,9 %. 1997 hatte die Gemeinde 1198 Einwohner.
Quelle: BayLfStat

## Politik

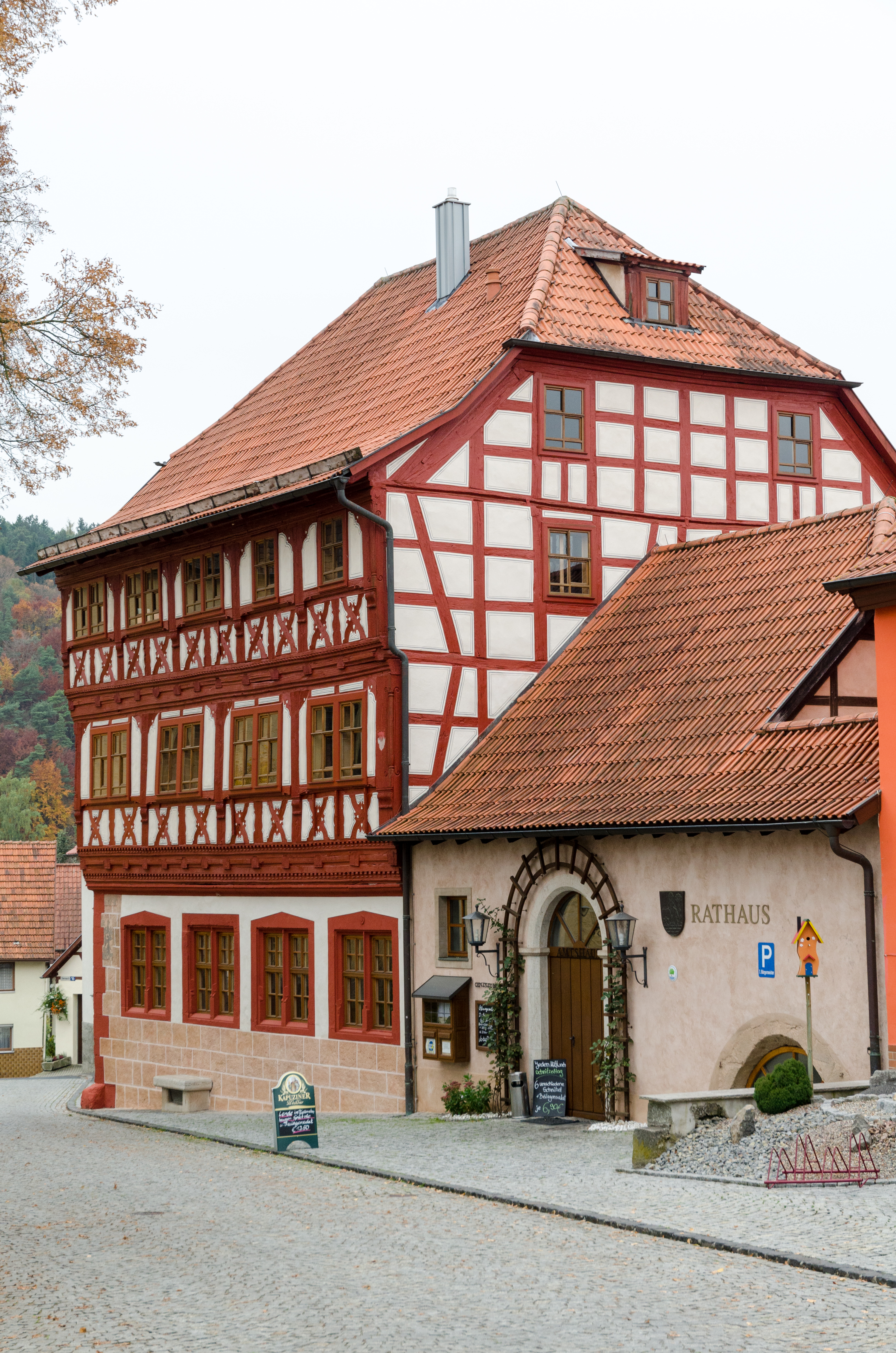
Rathaus

### Gemeinderat
Dem Gemeinderat gehören zwölf Personen an.

### Bürgermeister
Im März 2008 wurde Martin Link zum neuen Bürgermeister gewählt.

### Steuereinnahmen
Die Gemeindesteuereinnahmen betrugen im Jahr 2013 524.000 Euro, davon betrugen die Gewerbesteuereinnahmen (netto) 79.000 Euro.

### Wappen
|  | Blasonierung: „in Rot einen aus einem silbernen Zinnenschild wachsenden silbernen Bischof mit goldener Mitra und goldenem Ornat, der in der Linken einen goldenen Bischofsstab und in der Rechten ein aufgeschlagenes Buch hält.“ |
|  | |

## Baudenkmäler

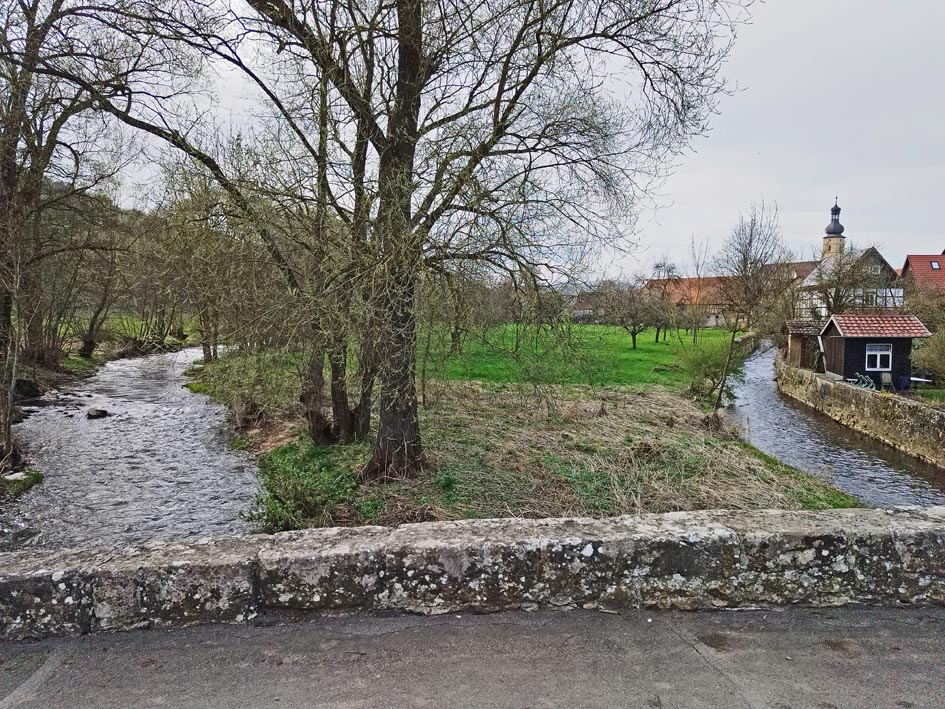
Streu und Mühlgraben bei Stockheim

- Armenseelenkapelle (Stockheim)

## Wirtschaft und Infrastruktur

### Wirtschaft einschließlich Land- und Forstwirtschaft
Es gab 2013 nach der amtlichen Statistik im produzierenden Gewerbe 38 und im Bereich Handel und Verkehr neun sozialversicherungspflichtig Beschäftigte am Arbeitsort. In sonstigen Wirtschaftsbereichen waren am Arbeitsort 25 Personen sozialversicherungspflichtig beschäftigt. Sozialversicherungspflichtig Beschäftigte am Wohnort gab es insgesamt 390. Im verarbeitenden Gewerbe gab es 2013 keine und im Bauhauptgewerbe einen Betrieb. Zudem bestanden im Jahr 2010 zehn landwirtschaftliche Betriebe mit einer landwirtschaftlich genutzten Fläche von 602 ha, davon waren 536 ha Ackerfläche.

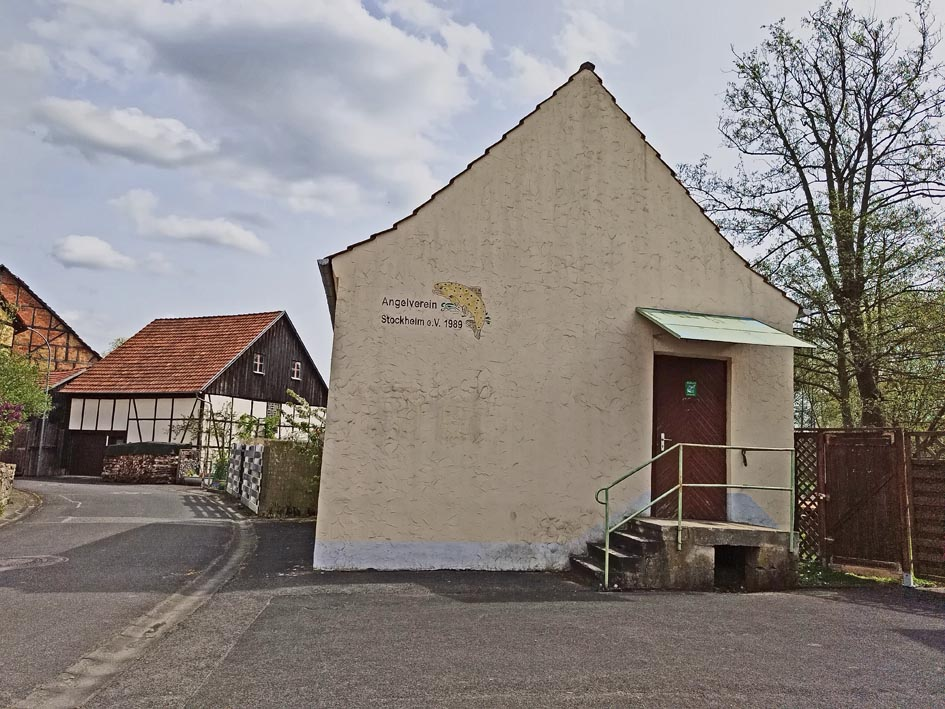
Angelverein Stockheim

### Bildung
Es gibt folgende Einrichtungen (Stand: 2014):
- Kindergarten mit 65 Plätzen mit 48 Kindern[9]
- Maximilian-Kolbe-Schule zur individuellen Sprachförderung

### Kultur
Seit 2002 findet in Stockheim jährlich im Rahmen der „Rhöner Kulturtage“ das überregional bekannte Oldtimertreffen Kunst und Chrom statt.